# Луокеское староство
Луокеское староство (лит. Luokės seniūnija) — одно из 11 староств Тельшяйского района, Тельшяйского уезда Литвы. Административный центр — местечко Луоке.

## География
Расположено на западе Литвы, в восточной части Тельшяйского района, на Жемайтской водораздельной гряде Жемайтской возвышенности.
Граничит с Варняйским староством на юге, Жаренайским — на западе, Вешвенайским — на западе и северо-западе, Тришкяйским — на севере, Упинским — на востоке и северо-востоке, и Ужвентским староством Кельмеского района — на юго-востоке.
Площадь Луокеское староства составляет 13189,80 гектар, из которых: 8 549 га занимают сельскохозяйственные угодья, 2 710 га — леса, 241 га — водная поверхность и 1 689 га — прочее. Общая длина дорог находящихся под надзором староства равна 132 км.

## Население
Луокеское староство включает в себя местечко Луоке и 60 деревень.